# Boris Talijančić
Boris Talijančić (* 1951) ist ein freischaffender Journalist, Zeichner, Karikaturist und Buchillustrator. Er wurde in Split (Kroatien) geboren und lebt heute wieder dort.
Talijančić studierte zunächst Jura, wechselte dann aber an die Kunstakademie.  Nach wechselnden Anstellungen konzentrierte er sich schließlich auf das Zeichnen von Comic-Books, Karikaturen in Zeitungen und Illustrierten, und Illustrationen von Kinderbüchern.  In Kroatien ist er insbesondere durch seine historisierenden Comics der Serie "Tempora Barbarorum" bekannt: „Borna“, „Equus“, „Brennus“ und „Drakkar“.
Gemeinsam mit dem Franzosen Sylvain Runberg schuf er die seit 2007 in Frankreich und Belgien erscheinende Comic-Serie "Hammerfall", eine Saga aus der Wikingerzeit im 8. Jahrhundert.